# Jules von Wolzogen Kühr

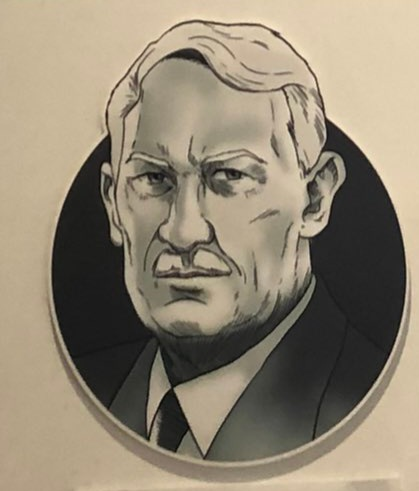
Ir. JEA. von Wolzogen Kühr

Jules Emile Antoine Kühr, later von Wolzogen Kühr (Batavia, 9 juni 1880 - Naarden,  18 oktober 1955) was een Nederlands-Indisch bestuurder. Van 1928 tot 1935 was hij burgemeester van Bandoeng in toenmalig Nederlands-Indië. In dezelfde periode was hij plaatsvervangend resident-curator van de  Technische Hogeschool Bandoeng.

## Levensloop
Kühr werd geboren op 9 juni 1880 in Batavia in Nederlands-Indië. Hij was een zoon van Carl Adolf Hugo Kühr en Wilhelmina Petronella Wijnmalen. Hij groeide op in een welgesteld theosofisch gezin met een oudere zus en drie broers. Een oudere broer was als baby overleden. Een van zijn zussen was Suzanna von Wolzogen Kühr, die bekendheid zou krijgen als letterkundige en historica, gespecialiseerd in vrouwengeschiedenis.
Zijn ouders waren beiden in Nederlands-Indië geboren en afkomstig uit bestuurdersfamilies. Vanaf 1902 werd de achternaam van zijn overgrootmoeder toegevoegd aan hun familienaam, waarna de familie de achternaam von Wolzogen Kühr voerde. Het gezin was erg muzikaal en er werd thuis veel gelezen. Zijn vader was vrijmetselaar en zijn moeder was actief bij de Theosofische Vereeniging waarvoor ze regelmatig bijdroeg aan het Theosofisch Maandblad van Nederlandsch-Indië. 

### Verhuizing naar Nederland
In 1904 vertrok het gezin naar Nederland en vestigde zich in Rijswijk. Ze trokken in bij de grootmoeder van Von Wolzogen Kühr, die een jaar eerder naar Nederland was verhuisd. Een van zijn zussen bleef in Nederlands-Indië, omdat ze daar werkte als lerares. In Nederland behaalde Von Wolzogen Kühr in 1909 de ingenieurstitel civiele techniek aan de Technische Hogeschool Delft.  Hij werkte daarna als ingenieur bij de Staatsspoorwegen en tussen 1912 en 1927 als chef-exploitatie voor de westerlijnen van de Staatsspoor- en tramwegen in Nederlands-Indië.
In 1928 werd hij burgemeester van Bandoeng, de stad waar sinds 1924 het hoofdkantoor van de Staatsspoor- en tramwegen was gevestigd. Dit bleef hij tot april 1935. Hij keerde daarna terug naar Nederland om in Den Haag bij de Bataafsche Petroleummaatschappij te gaan werken. 